# 콤프소그나투스과
콤프소그나투스과(Compsognathidae)는 소형 식충 공룡들이 속한 과이다. 대략 쥐라기에서 백악기에 걸쳐 생존했다.